# 浪澄灣

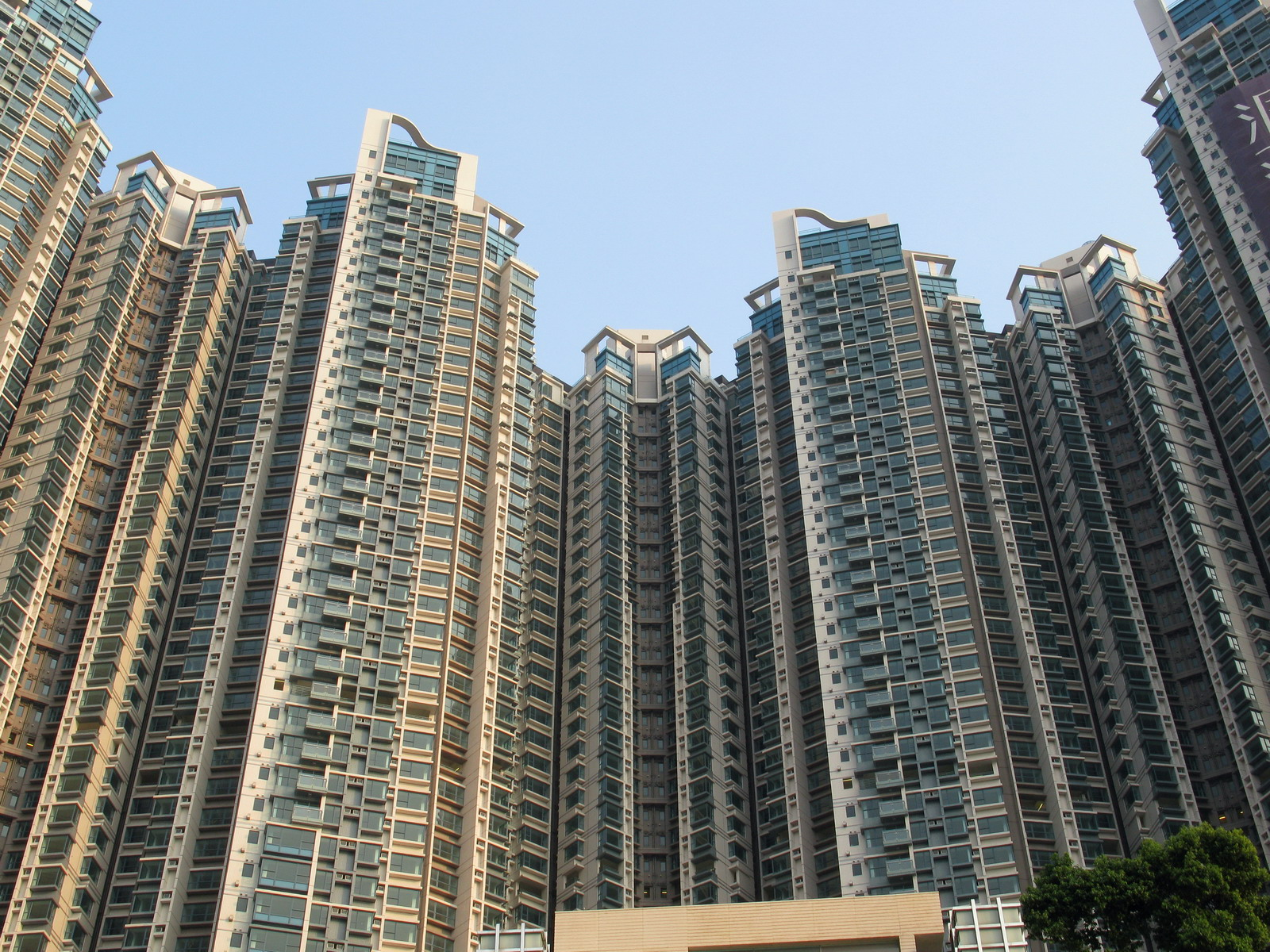
浪澄灣向昂船洲方向的波浪形屋頂設計。

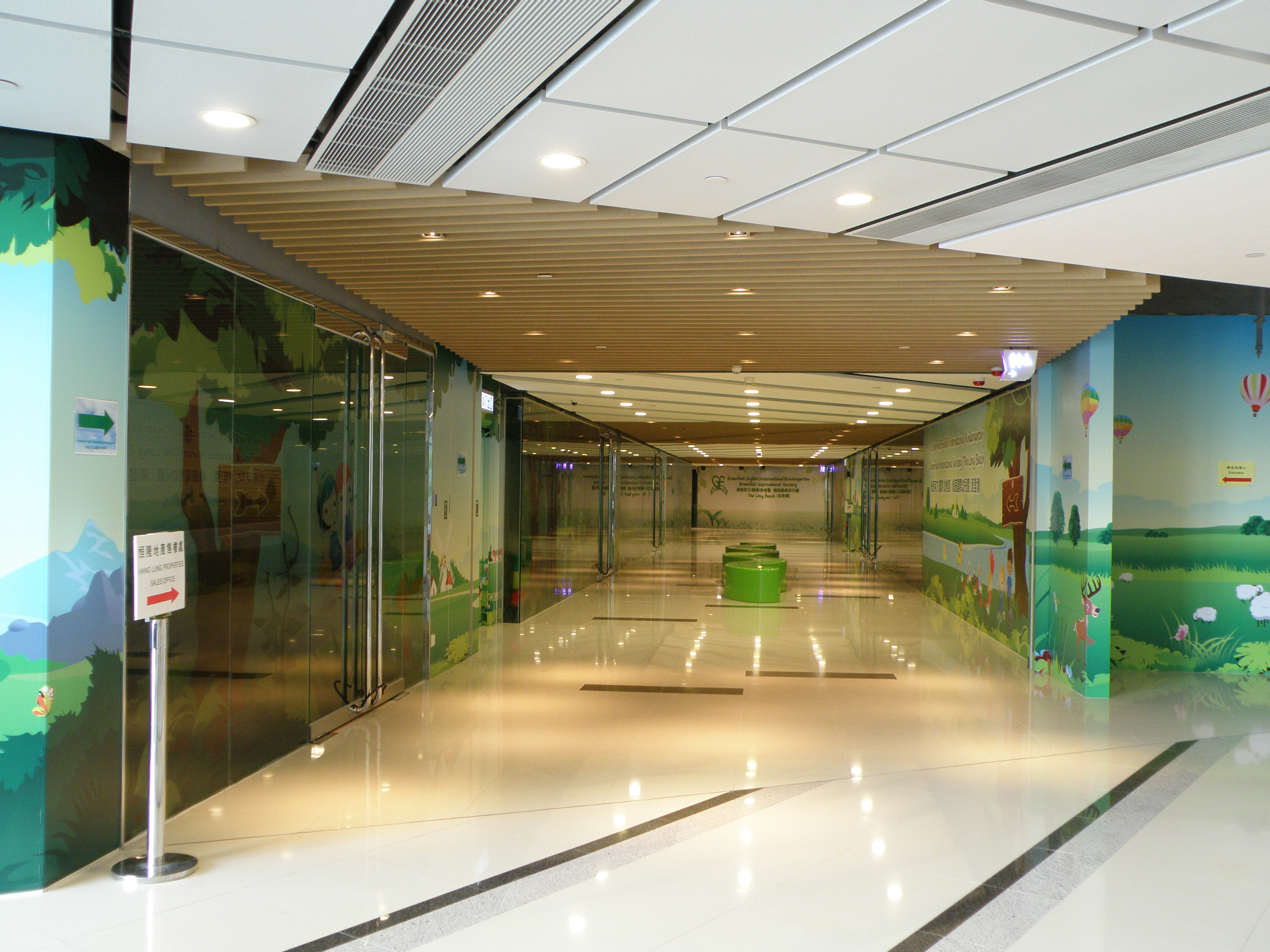
浪澄灣廣場

浪澄灣（英語：The Long Beach），是位於香港九龍油尖旺區大角咀海輝道8號一個臨海私人屋苑，地契九龍內地段11152號，屋苑分為8幢，共1,829個單位，設有會所及商場，發展商為恒隆地產，於2005年落成。

## 歷史
當時以現樓發售，於2007年10月首推售其中第3、5、6座的部分單位，第一批售出的單位於2008年4月開始收樓。發展商自2007年賣出600伙後一直封盤，部分貨尾分別於2012年5月、2013年11月至2014年年中、2015年夏天及2016年重推，直至2020年才售罄所有單位。

## 住客會所
屋苑會所命名為Long Beach Club，會所樓高4層，佔地約15萬方呎，由著名室內設計師梁志天設計。設施包括游泳池、健身室、兒童遊戲室、球場、兩層高的臨海花園獨立董事屋、宴客廳等。

## 物業管理
屋苑由仲量联行管理，全苑皆使用八達通出入系統。

## 購物
浪澄灣基座商場（浪澄灣廣場）目前大部份範圍作聯想電訊盈科企業方案總部和綠茵英文（國際）幼稚園（浪澄灣），本地服飾品牌Bossini亦於2009至15年間以該處作為總部，商場另外設有Fusion超級市場和Urban Terrain室內滑雪場。住客可經行人天橋徒步往奧海城一期維港灣，約需8分鐘；如果步行往奧海城二期的商場，則約需18分鐘。此外設有住客穿梭巴士，來往奧海城一期。

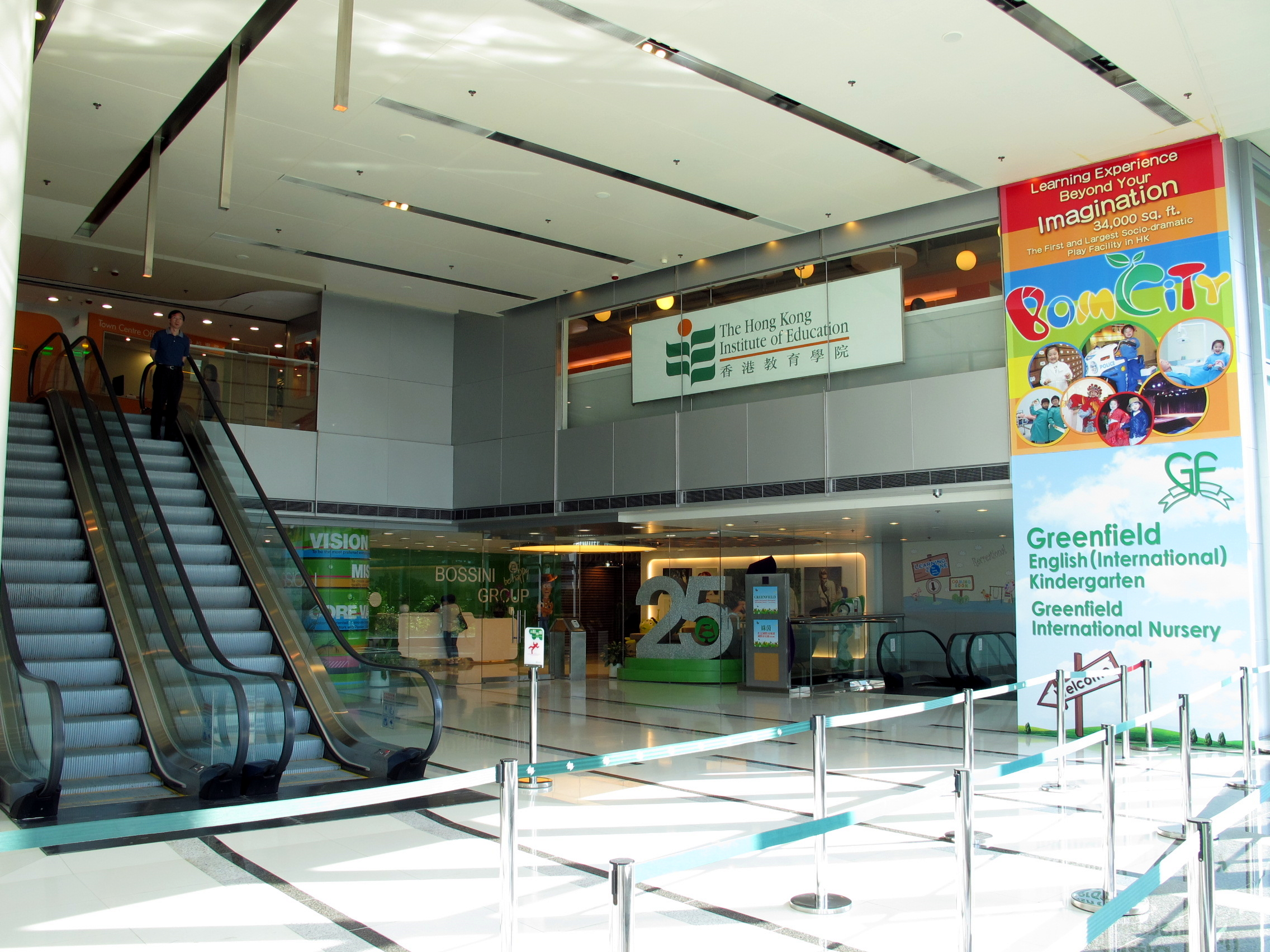
位於浪澄灣廣場的香港教育學院分部及Bossini總部。
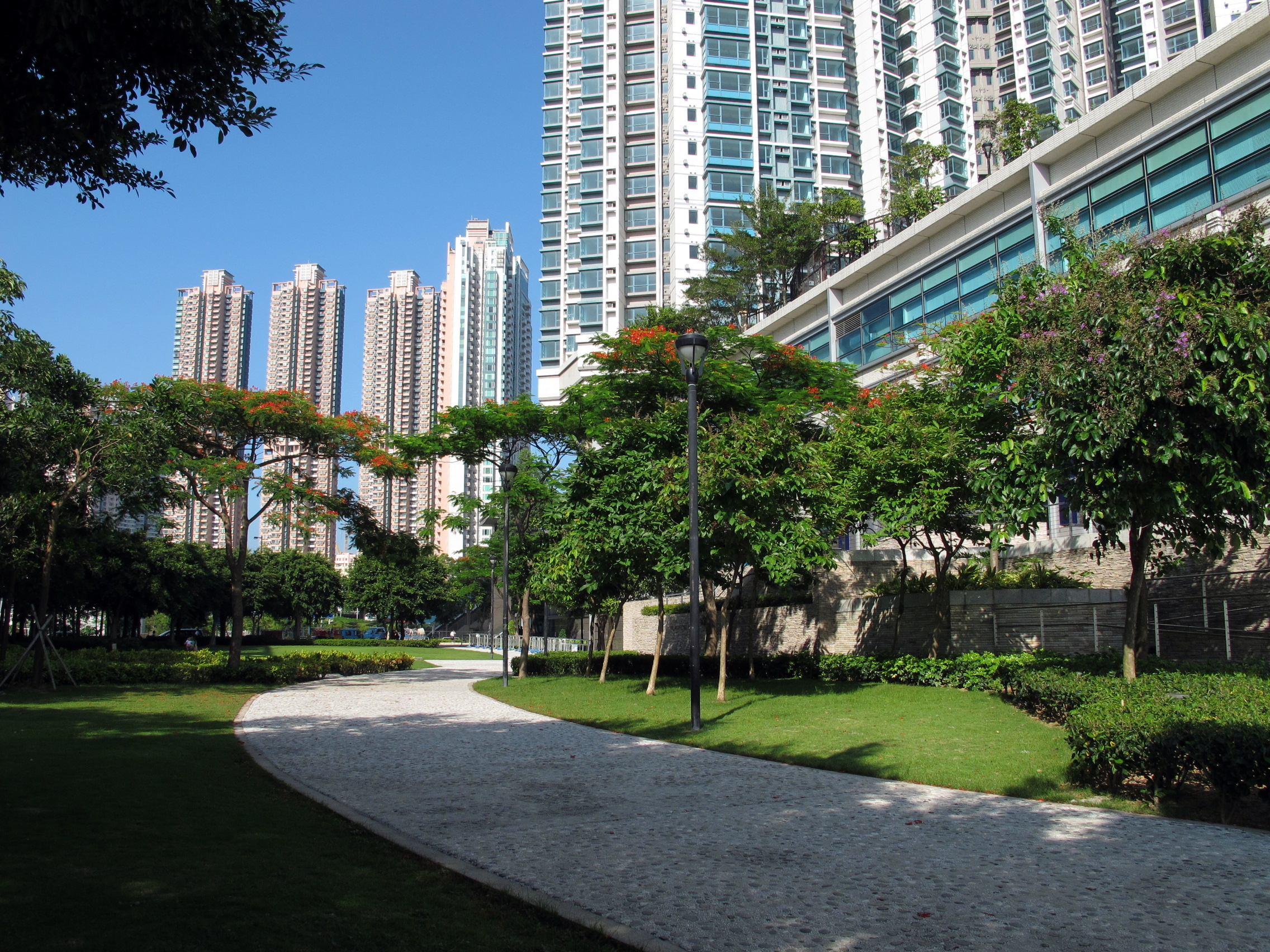
浪澄灣地下設公園
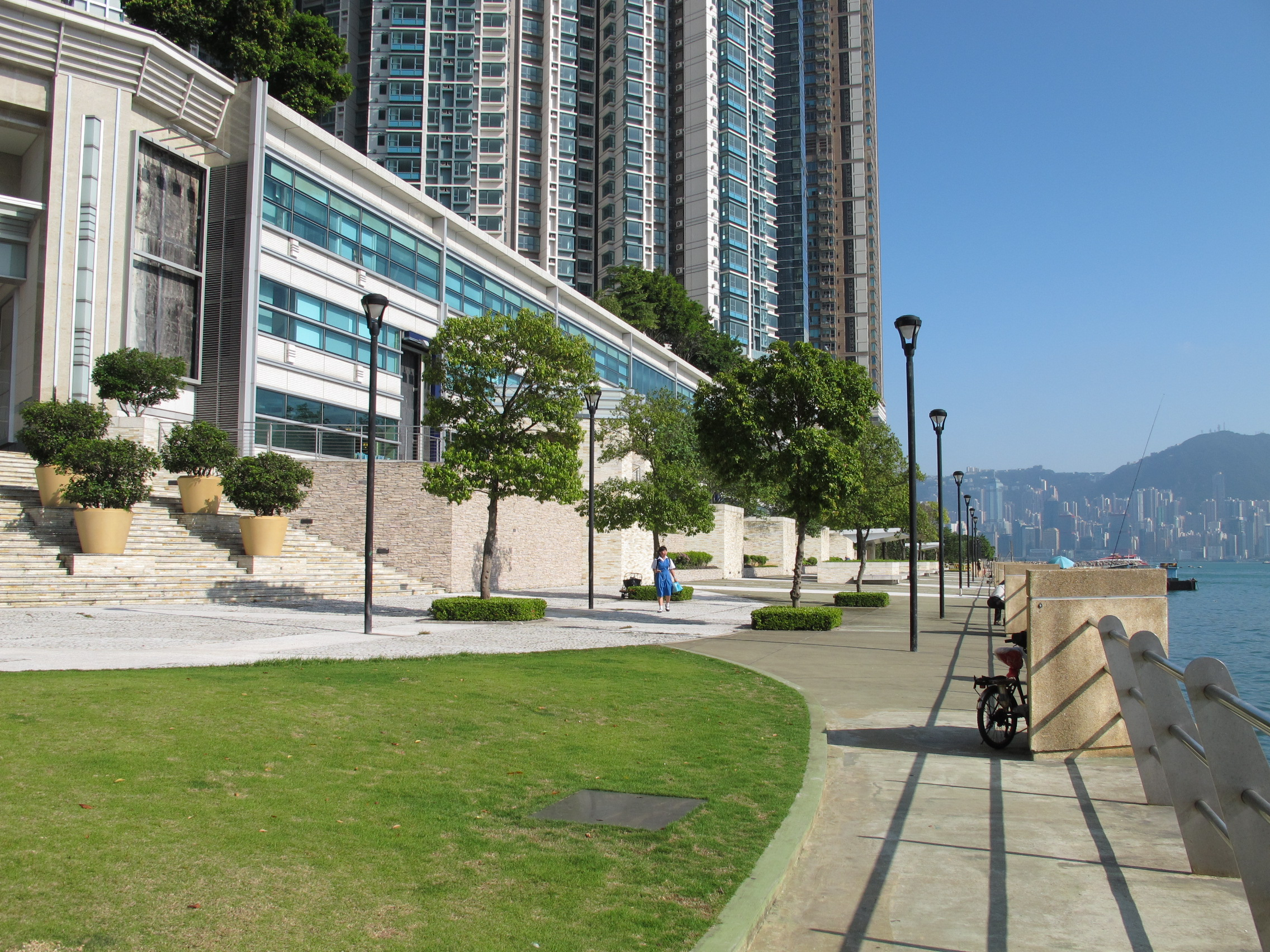
浪澄灣對出設海濱長廊
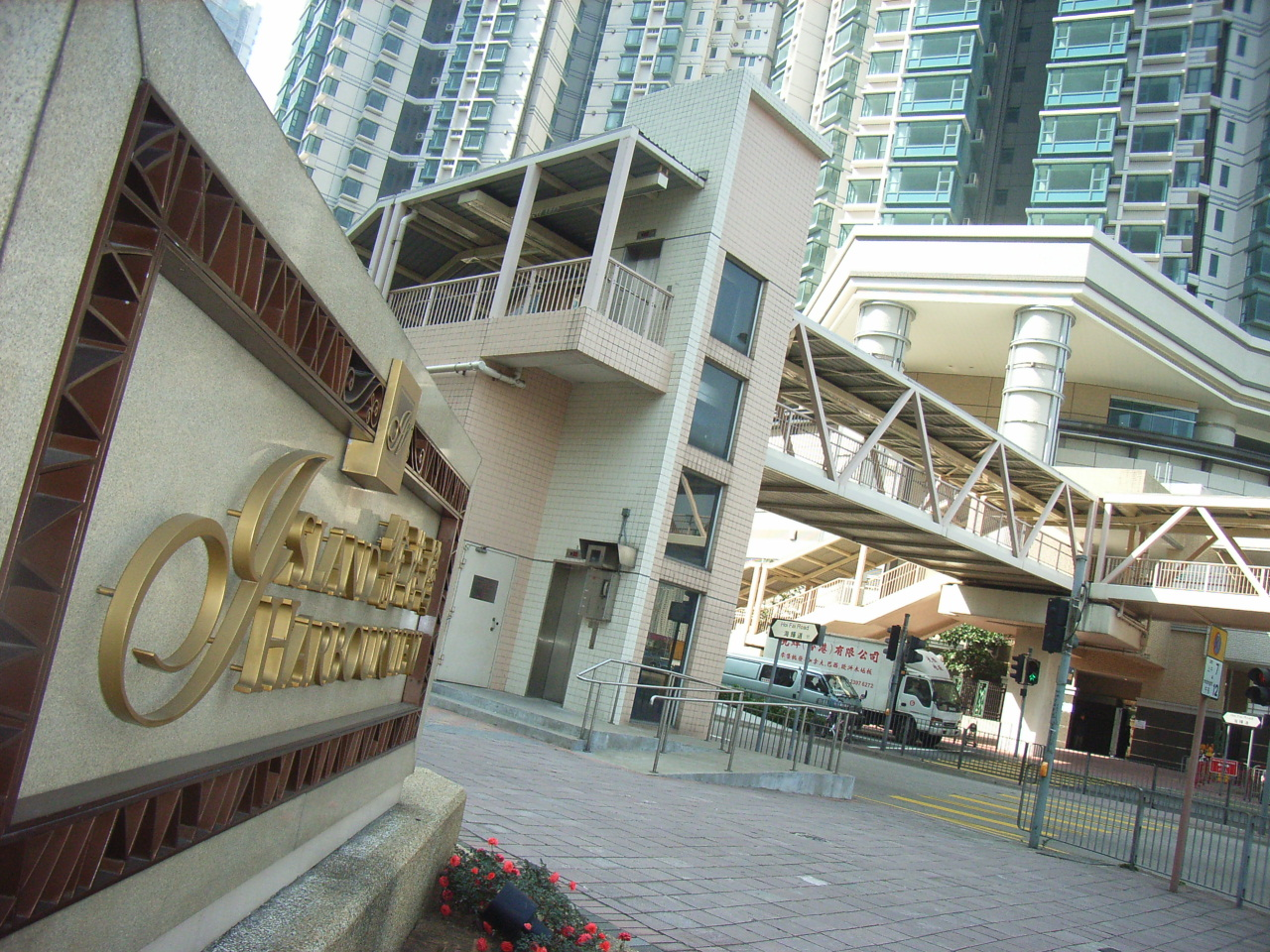
於維港灣徒步可達浪澄灣的海輝道行人天橋

## 鄰近
- 一號銀海
- 瓏璽
- 凱帆軒
- 維港灣
- 維多利亞港
- 奧海城
- 昂船洲

## 外部連結
- 浪澄灣官方網站 （页面存档备份，存于）
- 浪澄灣售樓說明書[]
- 浪澄灣資料頁